# Vitreorana antisthenesi
Espèce
Synonymes
- Centrolenella antisthenesi Goin, 1963
- Cochranella antisthenesi (Goin, 1963)

Statut de conservation UICN

 VU B1ab(iii) : Vulnérable
Vitreorana antisthenesi est une espèce d'amphibiens de la famille des Centrolenidae.

## Répartition
Cette espèce est endémique du Venezuela. Elle se rencontre au Cojedes, au Yaracuy, au Carabobo, en Aragua et au La Guaira de 220 à 1 200 m d'altitude dans la cordillère de la Costa.

## Publication originale
- Goin, 1963 : A new centrolenid frog from Venezuela. Acta Biologica Venezuelica, vol. 3, p. 283-286.